# Canton d'Authon-du-Perche
Le canton d'Authon-du-Perche est une ancienne division administrative française située dans le département d'Eure-et-Loir et la région Centre-Val de Loire.

## Géographie
Ce canton était organisé autour d'Authon-du-Perche dans l'arrondissement de Nogent-le-Rotrou. 
Son altitude variait de 134 m (Coudray-au-Perche) à 278 m (Beaumont-les-Autels) pour une altitude moyenne de 219 m.
Le canton d'Authon-du-Perche se situait au sud du Perche. Le canton était limitrophe des départements de l'Orne au nord-ouest, de la Sarthe à l'ouest et du Loir-et-Cher au sud.
Encore vallonné et couvert de bois, le canton s’insérait pour une partie dans le Perche mais l'est du canton assurait la transition avec le Faux-Perche. Les reliefs y étaient bien moins prononcés.

## Économie
Le chef-lieu est Authon-du-Perche, où l'on dénombre 1267 habitants. Mais cette commune centre est fortement concurrencée par La Bazoche-Gouët, commune de 1260 habitants.
À vocation essentiellement agricole, le canton accueille quelques industries concentrées essentiellement à Authon-du-Perche, La Bazoche-Gouët et à Luigny, près de la sortie de l'autoroute A11. Le tourisme se développe aidé par la création du Parc naturel régional du Perche.

## Représentation

### Conseillers généraux de 1833 à 2015
| Période | Période      | Identité                                              | Étiquette                | Qualité |
| ------- | ------------ | ----------------------------------------------------- | ------------------------ | --- |
| 1833    | 1839         | François Auguste Julliot de la Morandière (1801-1849) |                          | Propriétaire, inspecteur des télégraphes Maire de La Bazoche-Gouet |
| 1839    | 1848         | Paul Laurent Martin-Fortris (1811-1866)               |                          | Juge de paix à Authon-du-Perche |
| 1848    | 1852         | Louis Romélie-Marie                                   |                          | Maire d'Authon-du-Perche |
| 1852    | 1860         | Prince Charles-Louis-Albert d'Alsace d'Hénin-Liétard  |                          | Maire de Coudray-au-Perche |
| 1860    | 1864         | Jean-Jacques Blottin                                  |                          | Notaire, juge de paix |
| 1864    | 1868         | Louis Romélie-Marie                                   |                          | Maire d'Authon-du-Perche |
| 1868    | 1882 (décès) | Onésime-Ladislas Vacher                               | Droite                   | Président du comice agricole de Nogent-le-Rotrou Maire de Soizé |
| 1882    | 1885 (décès) | Pierre-Alexandre Fourmilleau                          |                          | Maire d'Authon-du-Perche |
| 1885    | 1901         | Jules-Honoré Mercier (1831-1918)                      | Républicain              | Docteur en médecine, maire de La Bazoche-Gouet |
| 1901    | 1907         | Jean Dumontpallier                                    | Républicain              | Maire de Soizé, conseiller d'arrondissement |
| 1907    | 1911 (décès) | Charles Challier                                      | Rad.                     | Marchand de bois à Authon-du-Perche, conseiller d'arrondissement |
| 1911    | 1919         | Georges Corneau                                       | Républicain Progressiste | Médecin à Authon-du-Perche |
| 1919    | 1940         | Charles Sédillot                                      | RG                       | Médecin à Authon-du-Perche |
|         |              |                                                       |                          | |
| 1943    | 1945         | Léon Chevreau                                         | ?                        | Maire d'Authon-du-Perche Nommé conseiller départemental en 1943 |
|         |              |                                                       |                          | |
| 1945    | 1958         | Charles Sédillot                                      | Rad.                     | Médecin à Authon-du-Perche |
| 1958    | 1964         | Baron Antoine Bourgnon de Layre (1904-1988)           | DVD                      | Ancien résistant, agriculteur, propriétaire à Beaumont-les-Autels |
| 1964    | 1988         | Marcel Alcover (1921-1993)                            | Rad. puis MRG            | Exploitant forestier Maire d'Authon-du-Perche (1983-1989) |
| 1988    | 2001         | Guy Vella                                             | RPR-UMP                  | Vétérinaire, maire de La Bazoche-Gouet (1983-2008) |
| 2008    | 2010 (décès) | Yani Pichard                                          | DVD                      | Cadre de direction, maire d'Authon-du-Perche (2001-2010) |
| 2010    | 2015         | Françoise Hamelin                                     | SE                       | Employée à la Caisse Primaire d'Assurance Maladie conseillère municipale d'Authon-du-Perche (2010-en cours) conseillère départementale du canton de Brou (2015-en cours) |

### Conseillers d'arrondissement (de 1833 à 1940)
Le canton d'Authon avait deux conseillers d'arrondissement.
| Période                                  | Période      | Identité                                              | Étiquette | Qualité |
| ---------------------------------------- | ------------ | ----------------------------------------------------- | --------- | --- |
| 1833                                     | 1836         | Jacques Étienne Denis Martin-Morin (1785-1861)        |           | Marchand de bois, juge de paix à Authon                                                                     |
| 1833                                     | 1836         | Charles Louis Henri Robinet (1775-1867)               |           | Ancien notaire, propriétaire à La Bazoche-Gouet                                                             |
| 1836                                     | 1842         | Alexandre Honoré Mercier                              |           | Marchand de grains, La Bazoche-Gouet                                                                        |
| 1836                                     | 1842         | Adolphe Louis Brault (1807-1875)                      |           | Substitut du Procureur du Roi à Châteaudun, propriétaire au Gault-du-Perche (Loir-et-Cher)                  |
| 1842                                     | 1848         | Eugène Casimir Lebreton                               |           | Général, propriétaire à La Chauverie, maire de Luigny                                                       |
| 1842                                     | 1848         | François Auguste Julliot de La Morandière (1801-1849) |           | Maire de La Bazoche-Gouet                                                                                   |
|                                          |              |                                                       |           | |
| 1904                                     | 1907         | Charles Challier                                      |           | Marchand de bois à Authon                                                                                   |
|                                          |              |                                                       |           | |
| 1905                                     | 1925 (décès) | Achille Péan                                          |           | Marchand de grains, propriétaire à Luigny                                                                   |
| 1913                                     | 1940         | Auguste Alexandre Couronne                            | Radical   | Adjoint au maire d'Authon                                                                                   |
| 1925                                     | 1940         | Denis Neveu                                           | Droite    | Maire des Étilleux                                                                                          |
| 1940                                     |              |                                                       |           | Les conseils d'arrondissement ont été suspendus par la loi du 12 octobre 1940 et n'ont jamais été réactivés |
| Les données manquantes sont à compléter. |              |                                                       |           | |

### Intercommunalité
Le territoire du canton était divisé entre deux structures de coopération intercommunale. Au sud et à l'est, les communes de Chapelle-Royale, La Bazoche-Gouët, Les Autels-Villevillon, Luigny et Moulhard faisaient partie de l'ancienne communauté de communes du Perche-Gouët.
Au nord, les communes d'Authon-du-Perche, Beaumont-les-Autels, Béthonvilliers, Charbonnières, Coudray-au-Perche, Les Étilleux, Miermaigne et Soizé faisaient partie de la communauté de communes du Perche.
La commune de Chapelle-Guillaume qui avait demandé de rejoindre la communauté de communes du Perche n'a pas été admise à y entrer, vraisemblablement car elle ne constituait pas une continuité territoriale de la communauté. La commune de Miermaigne a quant à elle émis le souhait de quitter la communauté de communes du Perche quelques semaines seulement après sa création.

## Composition
Le canton d'Authon-du-Perche regroupait quinze communes et comptait 5 690 habitants (recensement de 1999 sans doubles comptes).
| Communes               | Population (2012) | Code postal | Code Insee |
| ---------------------- | ----------------- | ----------- | ---------- |
| Les Autels-Villevillon | 120               | 28330       | 28016      |
| Authon-du-Perche       | 1 287             | 28330       | 28018      |
| La Bazoche-Gouet       | 1 249             | 28330       | 28027      |
| Beaumont-les-Autels    | 451               | 28480       | 28031      |
| Béthonvilliers         | 133               | 28330       | 28038      |
| Chapelle-Guillaume     | 188               | 28330       | 28078      |
| Chapelle-Royale        | 339               | 28290       | 28079      |
| Charbonnières          | 260               | 28330       | 28080      |
| Coudray-au-Perche      | 328               | 28330       | 28111      |
| Les Étilleux           | 188               | 28330       | 28144      |
| Luigny                 | 376               | 28480       | 28219      |
| Miermaigne             | 202               | 28480       | 28252      |
| Moulhard               | 142               | 28160       | 28273      |
| Saint-Bomer            | 178               | 28330       | 28327      |
| Soizé                  | 249               | 28330       | 28376      |

## Démographie
| 1962  | 1968  | 1975  | 1982  | 1990  | 1999  | 2006  | 2011  | 2012  |
| ----- | ----- | ----- | ----- | ----- | ----- | ----- | ----- | ----- |
| 7 411 | 7 034 | 6 732 | 5 918 | 5 662 | 5 690 | 5 950 | 6 144 | 6 047 |